# 埼玉文学賞
埼玉文学賞（さいたまぶんがくしょう）は、埼玉新聞社が主催する公募の文学賞。1969年創設。小説、詩、短歌、俳句を全国から募集する。

## 概要
埼玉新聞（1944年創刊）の創刊25周年を記念し、1969年に創設された。年1回実施で、2009年で40回目を迎えた。
「小説部門」「詩部門」「短歌部門」「俳句部門」の4つがあり、小説は400字詰め原稿用紙換算で50枚以内のもの、詩は3編、短歌は20首、俳句は20句を募集する。埼玉県内在住、在学、または在勤者の場合は題材は自由だが、県外からの応募者の場合は、埼玉の事物・風土・人間・歴史など埼玉と関連のある題材を使用する必要がある。
賞金は小説が100万円で、詩・短歌・俳句は各30万円。受賞作品は埼玉新聞（毎年10月・11月頃）に掲載される。
1994年の第25回よりあさひ銀行（現・埼玉りそな銀行）が協賛しており、「彩の国・埼玉りそな銀行 第○○回埼玉文学賞」（以前は「彩の国・あさひ銀行 第○○回埼玉文学賞」）と表記される。

## 選考委員
- 第40回
  - 小説部門 - 高橋千劒破、新津きよみ、三田完
  - 詩部門 - 飯島正治、石原武、木坂涼
  - 短歌部門 - 沖ななも、関田史郎、杜澤光一郎
  - 俳句部門 - 猪俣千代子、金子兜太、松本旭
- 過去に選考委員を務めた人物
  - 大西民子（歌人）
  - 北村薫（小説家）

## 主な受賞者
- 第5回小説部門 大久保操（1935年 - 2002年、女性） 1971年、「昨夜は鮮か」で第33回文學界新人賞受賞。同作で芥川賞候補。その後、「参加」で第5回（1973年）埼玉文学賞受賞。[2]